# Pegomya conformis
Pegomya conformis är en tvåvingeart som först beskrevs av Fallen 1825.  Pegomya conformis ingår i släktet Pegomya och familjen blomsterflugor. Arten är reproducerande i Sverige. Inga underarter finns listade i Catalogue of Life.